# Tramlijn Soest - Baarn
De tramlijn Soest - Baarn was een tramlijn tussen deze Nederlandse plaatsen, via Soestdijk. De tramlijn heeft bestaan van 1895 tot 1925. Op de tramlijn hebben vooral paardentrams gereden. In de laatste jaren reed een tractortram.

## De aanloop
De aanleg van de lijn ging niet zonder slag of stoot. Hoewel de lokale overheden de komst van de tram zeer verwelkomden, duurde het zes jaar tussen de eerste plannen en start van exploitatie.
In augustus 1889 werd door H. Versloot al om toestemming voor de aanleg (een concessie) gevraagd bij de minister van Waterstaat, Handel en Nijverheid en bij de gemeentes. In april 1890 werd de concessie verleend voor het gebruik van de gemeentelijke wegen. In 1891 volgde ook toestemming van het koningshuis. Dat was nodig, aangezien de tram ook over de koninklijke domeinen in Soestdijk zou lopen. De toestemming werd verleend door de Koningin Regentes. Niets leek de komst van de tram in de weg te staan.
Een jaar later was de concessie, om redenen die niet vermeld zijn, door Verloot overgedragen aan P.J.M. Stevens. Deze Stevens vroeg bij de gemeentes waar de tramlijn doorheen zou lopen om een subsidie. In september 1892 werd door de gemeente Soest een jaarlijkse subsidie wordt toegekend van f. 1000,- (€ 453) voor "diens aan te leggen paardentram van Baarn naar Amersfoort, via Soestdijk en Soest". Een jaar later was de aanleg nog niet gestart. In augustus 1893 vermeldde de gemeente Soest dat het besluit nog eens werd bekrachtigd, en dat men hoopte dat de aanleg spoedig zou starten.
Enkele maanden later wijzigde de concessiehouder opnieuw. Dit keer was dat noodgedwongen: Stevens was overleden. Nu was de concessie in handen P.J. Raaymakers uit Nieuwer-Amstel. Ook aan hem werd de jaarlijkse subsidie van f. 1000,- toegekend, en wel voor 15 jaar. De gemeentes Soest en Baarn herbevestigden de toestemming voor het gebruik van de gemeentelijke wegen. Na toestemming van de provincie Utrecht om in de berm van de Doodenweg en de Straatweg de trambaan aan te leggen, leek niets een start van de tramlijn meer in de weg te staan. In april 1894 werd nog een verzoek gedaan voor subsidie door de gemeente Amersfoort. De gemeenteraad voelde niet veel voor een subsidie, aangezien de tramlijn bij het station zou eindigen, en daarmee voor de inwoners van Amersfoort nauwelijks van belang zou zijn. Door de gemeente Amersfoort werd wel een subsidie in het vooruitzicht gesteld indien de tramlijn verlengd zou worden naar de Varkensmarkt in het centrum van Amersfoort. Later werd dit vooruitzicht, na onderhandelingen tussen de gemeente Amersfoort en Raaymakers, concreet gemaakt: de gemeente zou een subsidie toekennen van f. 500 per jaar, gedurende tien jaar, indien voor 1 mei 1896 de tramlijn gereed zou zijn tot op de Varkensmarkt en zo lang er minstens vijf keer per dag met een tram gereden zou worden.
Ook bij de provincie werd een subsidieverzoek gedaan voor f. 500 per jaar. Dit verzoek werd in juli 1894 met 25 tegen 14 stemmen verworpen. Maar ook zonder subsidie van de provincie kon men het kennelijk redden; op 16 augustus 1894 werd bericht over de oprichting van de vennootschap "Soester Paardentramweg". Voor de oprichting was een bedrag vereist van f. 120.000,-. Particulieren en bedrijven konden zich inschrijven voor een lening. De koningin-regentes leende zelf een aanzienlijk bedrag; de hoogte is onbekend, maar in ruil voor de lening mocht de koningin-regentes een commissaris zitting laten nemen. Ook de gemeente Soest nam invloed in het nieuwe bedrijf. De burgemeester van Soest, mr. Loten van Doelen, nam zitting in de raad van commissarissen.
In oktober 1894 werd door de Soester Paardentramweg medegedeeld dat de tramlijn voorlopig alleen aangelegd zou worden tussen Soest en Baarn. Het gedeelte van Soest naar Soestbergen en Amersfoort zou men voorlopig niet aanleggen. Hierop besloot de gemeente Soest de subsidie te verlagen tot f. 600- per jaar.
Het (voorlopig) eindpunt was de protestantse kerk in Soest.

## De start
De Soester Paardentramweg reed zelf met trams op de lijn. Pennock uit Den Haag leverde de benodigde tramrijtuigen, terwijl voor de levering van de paarden "de heer J.J. Veerman" werd uitgekozen. Veerman bleef aan het trambedrijf verbonden: hij leverde niet alleen de paarden, maar zorgde ook voor koetsiers. Hij ontving een bedrag per afgelegde kilometer.
De 5,4 km lange tramlijn werd op 1 juni 1895 feestelijk geopend. Bij deze gelegenheid waren drie wagens versierd en werden gasten afgehaald van het station in Baarn, waarna de stoet zich, onder begeleiding van muziek, naar Soest begaf. In de eerste maand van het bestaan werden 9 duizend reizigers vervoerd. Tijdens de pinksterdagen vervoerde de tram 2 duizend reizigers. Tijdens de pinksterdagen gingen mensen in het land er massaal op uit, de omgeving van Soest was erg populair. Dankzij de tram konden de mensen Soest, Soestdijk en de omgeving ervan nu gemakkelijk bezoeken.
Ook in de vakantiemaanden juli en augustus zag de tram rond de 9 duizend reizigers. In 1895 werden uiteindelijk gemiddeld 4700 reizigers per maand vervoerd. In 1896 nam de populariteit toe; in dat jaar werden gemiddeld 6 duizend reizigers vervoerd. In 1896 kregen de aandeelhouders een dividend uitbetaald van 2 procent.

## Exploitatie door de N.C.S.
De Soester Paardentram verhuurde de tramlijn per 1 april 1900 aan de Nederlandsche Centraal-Spoorweg-Maatschappij (N.C.S.). De N.C.S. zou voortaan op de lijn met trams gaan rijden. De N.C.S. was een bekende in Soest. Kort daar had de N.C.S. namelijk de spoorlijn van Baarn via Soestdijk en Soest naar Utrecht aangelegd.
Voor de Soester Paardentramweg betekende dit een vooruitgang. Na de vliegende start in de eerste jaren, bleek de lijn verliesgevend. De N.C.S. beheerde slechts één hoofdspoorlijn, maar niet de meest onaanzienlijke: de Centraalspoorweg van Utrecht, via Amersfoort en Zwolle naar Kampen, was een van de belangrijkste lijnen van het land. Bij de N.C.S. waren ook de zijlijnen van De Bilt naar Zeist en van Den Dolder via Soest naar Baarn in beheer. De N.C.S. wenste zoveel mogelijk reizigers van deze zijlijnen naar Utrecht te vervoeren. Het hoofdstation van Baarn was van de concurrerende HSM. De N.C.S. bouwde een eigen station naast het HSM-station, Baarn Buurtstation. Dat de N.C.S. niet alleen de verlieslatende lijn over wilde nemen, maar bovendien een huur betaalde aan de Soester Paardentramweg, kwam doordat de N.C.S. de dienstregeling van de tram naar haar hand kon zetten. De N.C.S. wenste tenslotte zoveel mogelijk reizigers met de eigen treinen naar Utrecht te vervoeren, in plaats van dat de reizigers met de HSM naar Amsterdam zouden gaan. De trams kregen, in exploitatie van de N.C.S., geen goede aansluiting op de treinen in Baarn van de HSM.
In het eigen station van Soestdijk bood de N.C.S. wél een goede overstap. Reizigers konden daar overstappen van de tram op de treinen van en naar Utrecht en omgekeerd.
De NCS beloofde bij de overname een concessie aan te vragen de tramlijn in Baarn te verlengen tot het centrum van dat dorp, via de Laanstraat of de Stationsweg naar de Brink. Wel was de NCS van plan het traject tussen Soest en Soestdijk op te heffen, maar op dit voornemen werd later teruggekomen. Van het verlengen van de tram tot in het centrum van Baarn werd niets meer vernomen.

## Toch een tram naar Amersfoort?
Bij de overname van de tramlijn door de N.C.S. startte de gemeente Amersfoort, die de tramplannen aldaar nog niet erg concreet zag worden, gesprekken met de N.C.S. over een tramlijn tussen Soest en Amersfoort.Niet duidelijk is geworden of het de oude, geplande route via Soestduinen betrof, of een direct traject. De N.C.S. bleek minder welwillend dan door Amersfoort gedacht. De tramlijn naar Soest is niet aangelegd.
In 1907 gingen wederom stemmen op de lijn tot Amersfoort te verlengen, nu echter niet via Soestduinen, maar rechtstreeks. Amersfoort breidde zich langzaam uit in de richting van Soest. Hoewel in de eerste berichten niet over een exploitant wordt gesproken, werd later duidelijk dat de spoorwegingenieur A.J. Krieger, betrokken bij onder meer de Amersfoortsche Tramweg-Maatschappij, opdracht kreeg de mogelijkheden voor de tramlijn te onderzoeken.
De twee tramlijnen zouden met elkaar worden verbonden door een nieuw op te richten bedrijf. Dit nieuwe bedrijf zou alleen de trambaan aanleggen. De N.C.S. en de Amersfoortsche Tramweg-Maatschappij zouden allebei met doorgaande trams gaan rijden tussen Amersfoort, Soest en Baarn. De inkomsten van het vervoer tussen Amersfoort en Soest zouden tussen de beide bedrijven worden verdeeld. De N.C.S. en de Amersfoortsche Tramweg-Maatschappij zouden allebei blijven rijden op de eigen lijnen. De plannen zagen er goed uit, en Krieger ging op zoek naar investeerders.
De mogelijke tramlijn naar Amersfoort hing ondertussen als een zwaard van Damocles boven de tramlijn. In 1910 verliep de afspraak voor de jaarlijkse subsidie. De gemeente Soest wenste, door de teruglopende resultaten op de lijn en de mogelijke komst van de tram naar Amersfoort, geen toezegging te doen voor een langdurige jaarlijkse subsidie. Het kon natuurlijk best zijn dat de inkomsten flink zouden toenemen na het verbinden van de lijnen, en dan zou de subsidie uiteindelijk terechtkomen bij de aandeelhouders. Besloten werd om van jaar tot jaar te bezien of de subsidie van f. 600,- verleend zou worden. Ondertussen zegde men f. 400 toe aan Krieger, indien de tramlijn naar Amersfoort tot stand zou komen. Het oorspronkelijk toegezegde bedrag van f. 1000,- werd hiermee weer bereikt. Een jaar later zag men in dat het van jaar tot jaar toekennen van subsidie een toekomstbestending trambedrijf in de weg zou staan; er werd voor vijf jaar een jaarlijkse subsidie van f. 600,- toegekend, onder de voorwaarde dat de pleegzusters, werkzaam te Soest, gratis vervoerd zouden worden.
Krieger kreeg echter het benodigde geld niet bij elkaar, waardoor het plan voor de derde keer strandde, en alles bij het oude bleef.

## Aansluiting op de Gooische Stoomtram
Het kleine bedrijf van de Soester Paardentramweg had, naar men buiten Soest wel inzag, weinig toekomst. De N.C.S. zag dat ook in. Eerdere plannen voor het verbinden van Soest met of door de Gooische Stoomtram in Laren draaiden op niets uit. Maar de N.C.S. wilde toch nog een nieuwe poging wagen. In 1910 werd, wederom, ir. Krieger betrokken bij de tramplannen rondom Soest. Hij kreeg de opdracht de mogelijkheden van een aansluiting op de Gooische Stoomtram te onderzoeken. Kennelijk leverde zijn onderzoek geen bevredigende resultaten op, want na zijn onderzoek is er verder geen plan ingediend.
Uit eerdere jaren dateren grootse plannen voor een tramnetwerk, waar Soest onderdeel van zou uitmaken; het meest omvangrijke voorstel betrof een tramlijn van Laren via Eemnes naar Soest, Amersfoort, Oud-Leusden, Maarn, Doorn en Wijk bij Duurstede. Bij Wijk bij Duurstede zou een stoomschip verbinding verzorgden over de Lek op de aansluitende tramlijn, aan de overzijde, via Ravenswaaij en Buren naar Geldermalsen.

## Het einde nabij
In 1917 gingen de twee overgebleven spoorwegmaatschappijen van Nederland, de SS (het moederbedrijf van de N.C.S. en de HSM een verregaande samenwerking aan. De SS en de HSM werden niet langer elkaars concurrenten, maar gingen gezamenlijk de spoorwegen in Nederland exploiteren. De NCS had geen belang meer bij de lijn, en aangezien de lijn nog altijd verliesgevend was, haastte men zich ervan af te komen: de huur van de tramlijn werd opgezegd. De laatste tram zou rijden op 13 april 1918.
Hierop maakte de Soester Paardentramweg in maart 1918 het voornemen kenbaar zichzelf op te heffen, wat het einde zou betekenen voor de tram in Soest. De tram zou op 14 april 1918 voor het laatst rijden. Een comité werd opgericht om de tram te behouden. In een ingezonden stuk in het Amersfoortsch Dagblad van 12 maart 1918 werden de inwoners van Soest gevraagd het comité te steunen, bij voorkeur door een gift, maar anders door aanwezigheid bij een vergadering waarbij men de gemeente Soest zou bewegen de exploitatie zelf ter hand te nemen. Op 2 april ging de gemeenteraad van Soest akkoord met overname van de Soester Paardentramweg. De wethouder, H. van Klooster, werd aangesteld als directeur; hij nam ontslag als wethouder.

## De tram in handen van de gemeente
Nu er geen andere belangen meer speelden dan die van de inwoners van Soest en Soestdijk, konden de aansluitingen op de treinen naar Amsterdam weer worden hersteld.
De reizigersaantallen in de tijd van exploitatie door de N.C.S. ontbreken. In de zomermaanden van 1918 werden 7182 (juni), 9889 (juli) en 13.809 (augustus) reizigers vervoerd; wat toch een flinke vooruitgang betekende ten opzichte van de tijd vóór exploitatie door de N.C.S. Een jaar later stegen de reizigersaantallen in deze maanden naar resp. 8562, 11.795 en 18.315 reizigers.
De overname door de gemeente leek voorlopig een goede zet, maar de autobus was in opkomst. Elders in de provincie waren de resultaten nog niet al te positief. Hoewel de bussen flexibel ingezet konden worden en bijvoorbeeld ook nieuwbouwwijken gemakkelijk konden ontsluiten, bleken de bussen de eerste generatie te onbetrouwbaar voor een geregelde dienstregeling en bovendien uiterst oncomfortabel. Het geld ontbrak echter voor een elektrische tram. Maar de paardentram kon ook niet zonder meer worden voortgezet. Niet alleen was de tijd van de paardentrams wel zo'n beetje ten einde, ook naderden de paarden de pensioengerechtigde leeftijd. Verder waren de onderstellen van de rijtuigen aan vervanging toe en er waren investeringen nodig voor een in slechte staat verkerende spoorbrug. Tot slot diende de gemeente f. 3000,- op tafel te leggen voor een nieuwe kruising met de spoorlijn bij station Baarn. De gemeente besloot in 1921 de situatie nog even aan te zien.
Aan het eind van het jaar leek het einde van de tram weer nabij. Op 21 december 1921 maakte een Londense autobus een proefrit. De dubbeldekker had plaats voor 36 reizigers en ook de elektrische verlichting baarde opzien. De gemeente startte onderhandelingen met een mogelijke exploitant voor een geregelde busdienst tussen Baarn, Soest en Amersfoort. Over het verdere verloop van deze onderhandelingen is niets vermeld.

## Tractortram
In 1922 werden de paarden vervangen door Fords. Voor de dienst werden twee Ford-trucks aangeschaft. Dat vergde een niet geringe investering van f. 4240,- per stuk (f. 1990 voor de truck en f. 2250,- voor de opbouw). Er werd afgezien van de aanleg van een nieuwe kruising met de spoorlijn in Baarn, waarvan de kosten inmiddels waren opgelopen tot f. 10.000,-. De tram zou voortaan niet meer op het Stationsplein in Baarn het eindpunt hebben, maar aan de achterkant van het station.
Bij de gelegenheid van de vervanging van de paarden door de Fords, werden de tarieven herzien. Er gingen stemmen op om "vreemdelingen" een hoger tarief te laten betalen, door in de zomermaanden (wanneer er kennelijk veel "vreemdelingen" met de tram reisden) het tarief hoger te stellen. Verder werd voorgesteld kinderen tot vier jaar, die plaatsnemen op "schoot hunnen moeder, geleidster of geleider" gratis te vervoeren (op schoot bij vader zitten zat er niet in). De motie voor de verhoging van het tarief voor "vreemdelingenvervoer" heeft het niet gehaald, wel een voorstel de tarieven te verlagen. Op die manier hoopte meer reizigers te bewegen de tram te gebruiken. In oktober 1922 vervoerde de tractortram meer reizigers dan de paardentram in oktober een jaar eerder, en ondanks het verlaagde tarief, stegen de inkomsten van f. 1.041 naar f. 1.115 (exclusief jaarabonnementen).
Ondanks de aanvankelijk positieve resultaten, bleef het trambedrijf verlieslatend. Nog geen anderhalf jaar na het vervangen van de paarden door de Fords, was opnieuw discussie over de toekomst van de tramlijn. In mei 1924 reed de tram voor het laatst. Zij werd vervangen door een autobusdienst Baarn - Soestdijk - Soest, die enkele keren per dag door zou rijden naar Soesterberg.

## Materieel
In totaal zijn zes verschillende tramrijtuigen in gebruik geweest op deze verbinding, die tot 1922 werd uitgevoerd als paardentram en vervolgens tot 1924 als tractortram werd uitgevoerd.
In 1895 leverde fabrikant Pennock een vijftal rijtuigen. Rijtuig 1 en 2 waren gelijk aan elkaar en kenden een lengte van 5080 mm. Het totaal aantal zitplaatsen van deze gesloten rijtuigen was 12. Rijtuig 3 was 70 centimeter langer en kende 16 zitplaatsen. Rijtuig 4 en 5 waren open rijtuigen zonder middengang en telden 24 zitplaatsen. Twee jaar later, in 1897, werd vervolgens een zesde rijtuig aangeschaft. Dat was een open rijtuig dat nagenoeg identiek was aan rijtuig 4 en 5. Wel kende dit rijtuig een andere vering. Alle rijtuigen bleven in gebruik tot einde van de exploitatie in 1924.

## Ongevallen
Hoe gering de snelheid van een paardentram ook is, ongevallen doen zich altijd voor. Bekende ernstige ongevallen met de Soester tram dateren uit 1918, 1922 en 1923.
In 1918 viel een reiziger van het achterbalkon van een rijtuig, hij werd overreden door de volgwagen en overleed ter plekke.
Ook in 1922 deed zich een ernstig ongeval voor. Een vrouw, Grietje Sukel, werd door de tram aangereden bij het uitgaan van de kerk. Er werd een schedelbreuk geconstateerd en gevreesd voor het ergste. Hoe het is afgelopen, is niet meer vermeld.
In 1923 ontsnapte de tram aan een ramp. Bij het naderen van de spoorwegovergang in Soestdijk diende de tram te stoppen voor een kruisende trein. De chauffeur had echter geen erg in de dalende spoorwegbomen en reed door. Aan de overzijde van het spoor werd het tramrijtuig vervolgens door de dalende spoorwegboom geraakt. De tram ontspoorde daardoor, maar werd niet aangereden door de trein.